# Pieter van Empelen
Pieter van Empelen (Jutphaas, 10 juni 1943 – Amsterdam, 3 september 2017) was een Nederlands pianist, componist, tekstschrijver, acteur en regisseur. Daarnaast was hij actief als museumdirecteur, conceptontwikkelaar en bouwheer van theaters en musea.

## Biografie

### Jeugd, studie en eerste jaren in de kunst
Van Empelen was de oudste zoon van scheikundig ingenieur P.J.M. van Empelen en E.G.P. Bal. Hij groeide op in Weert en voltooide daar gymnasium alfa en bèta aan het Bisschoppelijk College.
Hij studeerde aanvankelijk scheikunde aan de Technische Universiteit Eindhoven. Om zijn studie te bekostigen speelde hij piano bij een balletschool. Tijdens zijn militaire dienstplicht was hij verbindingsofficier op Vliegbasis Volkel, waar hij ondertussen ook elke gelegenheid aangreep om piano te spelen. Tegelijk met zijn studie Nederlands begon hij als componist en pianist bij cabaretgroep Don Quishocking. De groep (Jacques Klöters, George en Anke Groot, Fred Florusse en Pieter van Empelen) werd bekend na het winnen van Cameretten in 1968. Van Empelen componeerde de muziek voor het leeuwendeel van het repertoire. 
Mede vanwege de muziek ontving Don Quishocking prijzen als de Zilveren Trap, de Zilveren Harp, een Edison en de Louis Davidsprijs. Van Empelen verliet de groep toen ze onder haar eigen succes leek te bezwijken. Later, bij het maken van programma's als Kaltes Grauen en Instituut Zwagerman, voegde hij zich weer bij Voorheen Don Quishocking (VDQS).
Van Empelen doceerde muziek en toneel aan het Vitus College te Bussum en was docent spel en regie aan de Academie voor Expressie te Utrecht. Een kleine twintig jaar was hij de regisseur van Cabaret Nar en Youp van 't Hek. Hij regisseerde het multimediaspektakel Ragnarok van theatergezelschap Perspekt. Hij adviseerde en regisseerde vele anderen, waaronder Morsige Types met Rob Kamphues, daarna De Berini's, Bart Stultiens, Creme Fraiche en zangeres Josee Koning.

### Verder vanaf de jaren 1970
Van Empelen initieerde in de jaren zeventig de restauratie van (Werf 't Kromhout) en de oprichting van het Werfmuseum aan de Hoogte Kadijk in Amsterdam. In 1977 solliciteerde hij met een gedurfd toekomstplan als directeur van het Maritiem Museum Rotterdam, een logische stap: hij was liefhebber van alles dat voer en trotse bezitter van een Deense houten Galjas. Hij loodste het museum naar de Leuvehaven, waar hij samen met architect Wim Quist een sober museum liet neerzetten. Hij kreeg voor zijn betrokkenheid bij Rotterdam in 1986 de Ketelbinkieprijs van die stad. Na tien jaar vertrok Van Empelen, richtte bureau ACT (Adviezen, Concepten en Theaterprojecten) op en ging ondertussen aan zijn boot werken.
Vooral in de jaren negentig werkte hij aan concepten voor musea en theaters in heel Nederland. Hij was de even kundige als onconventionele bouwheer van het Cobra Museum in Amstelveen en de Hermitage Amsterdam, beide gerealiseerd binnen de afgesproken tijd en budget. Ook werd hij op het laatst nog betrokken bij het moeizame proces rond de aanbouw van het Stedelijk Museum Amsterdam.

### Persoonlijk
Pieter van Empelen was achtereenvolgens getrouwd met Karin Ottenhoff en Eva Bomans. Vanaf 2007 leefde hij samen met Madeleine van Lennep. Hij had een zoon en twee kleinzoons. Op 3 september 2017 overleed hij aan een stapeling van kwalen, waaronder een hersenvliesontsteking.